# YUNA (premio musicale)
YUNA (in ucraino Юна?, Juna; acronimo di Yearly Ukrainian National Awards) è un premio musicale che si tiene annualmente in Ucraina, stabilito da DJ Paša e Mohammad Zahoor, e organizzato a partire dal 2011.

## Categorie

### Categorie principali

#### Attuali
- Miglior album
- Miglior canzone
- Miglior colonna sonora
- Miglior collaborazione
- Miglior concerto dal vivo
- Miglior video musicale
- Rivelazione dell'anno

#### Ritirate
- Altro formato (fino al 2022)
- Evento dell'anno (fino al 2016)
- Miglior autore (fino al 2015)
- Miglior artista solista (fino al 2017)
- Miglior canzone in lingua ucraina (fino al 2018)
- Miglior canzone cantata in un'altra lingua (fino al 2022)
- Miglior compositore (fino al 2015)
- Miglior management (fino al 2022)
- Novyj podych (fino al 2017)

### Categorie di genere

#### Attuali
- Miglior artista femminile
- Miglior artista maschile
- Miglior gruppo pop
- Miglior gruppo rock
- Miglior hit hip hop

#### Ritirate
- Miglior hit elettronica (fino al 2022)
- Miglior hit estrada (fino al 2022)

### Categorie speciali
- Beneficenza (2024)
- Tour di beneficenza (2024)